# GOLDEN☆BEST コモリタミノル
『GOLDEN☆BEST コモリタミノル』（ゴールデン☆ベスト-）は、シンガーソングライター・コモリタミノルの初のベスト・アルバム。
2006年5月24日にSony Music Directから発売された。さまざまなレコード会社から発売されているゴールデン☆ベストシリーズの1枚。

## 概要
1994年発売の前作『Ivy's』以降、小森田自身による歌手活動はほぼ無く、楽曲制作に専念していたが、当時の南野陽子の楽曲制作の際に仕事をしたCBS・ソニーの音楽プロデューサーであった吉田格による提案で小森田のベスト・アルバムの発売が企画された。
アルファレコードから発売された過去の小森田の楽曲に加え、小森田実&ALPHA名義の楽曲、自身のソロユニット「Papa Lunch Mama」の楽曲も収録。新録音としてSMAPに提供した「たいせつ」のセルフカバーを収録した。
音楽配信に本作は対応しているが、CD収録曲より4曲少なく配信されている。

## 収録曲

### Disc-1
1. 夏だけの女神（ディアーナ）
  - 作詞：真名杏樹、作曲：小森田実、編曲：京田誠一、小森田実
  - デビュー曲
  - アルバム『SQUALL』収録
2. Sweet My Girl
  - 作詞：雄鹿美子・横山恵、作曲：小森田実、編曲：京田誠一、小森田実
  - アルバム『SQUALL』収録
3. GOOD DAY I・N・G-Holiday Mix-
  - 作詞：小林和子、作曲・編曲：小森田実
  - 神崎まきの同曲とは歌詞が異なる。
  - アルバム『Ivy's』収録
4. タナボタ式の恋もいい
  - 作詞：小森田実・横山恵、作曲：小森田実、編曲：京田誠一、小森田実
  - アルバム『MAHAINA CHOO CHOO』収録
5. Daydream
  - 作詞：横山恵、作曲：小森田実、編曲：京田誠一、小森田実
  - アルバム『SQUALL』収録
6. Dan shoo bee 恋を感じたら
  - 作詞：佐藤ありす、作曲・編曲：小森田実
  - 森永乳業「ICE BOX」CMソング
  - アルバム「Ivy's」収録
7. 遊びにいこうよ!
  - 作詞・作曲：小森田実、編曲：京田誠一、小森田実
  - ろうきん「マイプラン」CMソング
  - アルバム『MAHAINA CHOO CHOO』収録
8. 星のカプリソ
  - 作詞・作曲：小森田実、編曲：京田誠一、小森田実
  - アルバム『MAHAINA CHOO CHOO』収録
9. アロハの大将～アソバレのハワイ航路～
  - 作詞：山田ひろし、作曲・編曲：小森田実
  - アルバム『PANORAMA』収録
10. リンゴ
  - 作詞：山田ひろし、作曲・編曲：小森田実
  - アルバム『PANORAMA』収録
11. スコール
  - 作詞：雄鹿美子、作曲：小森田実、編曲：京田誠一、小森田実
  - アルバム『SQUALL』収録
12. カジノ・カジノ
  - 作詞：真名杏樹、作曲：小森田実、編曲：京田誠一、小森田実
  - 森川美穂「姫様ズーム・イン」と同曲だが歌詞が異なる。
  - アルバム『SQUALL』収録
13. 世界で一番のキス
  - 作詞：影森潤、作曲・編曲：小森田実
  - SUPER MONKEY'S「ミスターUSA」と同曲だが歌詞が異なる。
  - アルバム『Ivy's』収録
14. さよならJIN JIN
  - 作詞：小林和子、作曲・編曲：小森田実
  - アルバム『Ivy's』収録
15. キミへ
  - 作詞：山田ひろし、作曲・編曲：小森田実
  - アルバム『PANORAMA』収録
16. シーズン
  - 作詞：真名杏樹、作曲：小森田実、編曲：京田誠一、小森田実
  - アルバム『SQUALL』収録
17. シアワセの王様（歌：Papa Lunch Mama）
  - 作詞：山田ひろし、作曲・編曲：小森田実
  - よみうりテレビ系アニメーション『バケツでごはん』オープニングテーマ
18. たいせつ
  - 作詞：戸沢暢美、作曲・編曲：小森田実
  - 新録音、SMAPへの提供曲のセルフカバー

### Disc-2
1. 恋する瞳
  - 作詞：小森田実・山田ひろし、作曲・編曲：小森田実
  - SMAPに提供した「SHAKE」の原曲
  - アルバム『PANORAMA』収録
2. Dyuran-La My Love
  - 作詞：小森田実・山田ひろし、作曲・編曲：小森田実
  - アルバム「Ivy's」収録
3. ドキドキTALKING
  - 作詞・作曲：小森田実、編曲：京田誠一・小森田実
  - 今井美樹「American Breakfast トキメキ添え」と同曲だが歌詞が異なる。アルバム『SQUALL』収録
4. コモリタ君
  - 作詞：山田ひろし、作曲・編曲：小森田実
  - アルバム『PANORAMA』収録
5. アオゾラのせいさ
  - 作詞：山田ひろし、作曲：小森田実、編曲：梁邦彦
  - アルバム『PANORAMA』収録
6. Evergreen
  - 作詞：真名杏樹、作曲：小森田実、編曲：京田誠一、小森田実
  - アルバム『MAHAINA CHOO CHOO』収録
7. シネマな恋
  - 作詞：山田ひろし、作曲・編曲：小森田実
  - アルバム『PANORAMA』収録
8. 風に吹かれて
  - 作詞：小林和子、作曲・編曲：小森田実、ストリングアレンジ：倉田信雄
  - アルバム『Ivy's』収録
9. Twilight Dejavu
  - 作詞：雄鹿美子、作曲：小森田実、編曲：京田誠一、小森田実
  - アルバム『SQUALL』収録
10. 夜のパズル
  - 作詞：真名杏樹、作曲：小森田実、編曲：京田誠一、小森田実
  - アルバム『SQUALL』収録
11. FALL IN LOVEは夕映えに
  - 作詞・作曲：小森田実、編曲：京田誠一、小森田実
  - クボタ「アセアード」CMソング
  - アルバム『MAHAINA CHOO CHOO』収録
12. 君だけを愛してる
  - 作詞：横山恵、作曲：小森田実、編曲：京田誠一、小森田実
  - アルバム『MAHAINA CHOO CHOO』収録
13. 隣人はサンタクロース
  - 作詞：山田ひろし、作曲・編曲：小森田実
  - アルバム『PANORAMA』収録
14. ウェルカム
  - 作詞：山田ひろし、作曲・編曲：小森田実
  - アルバム『PANORAMA』収録
15. 夢じゃナイ
  - 作詞：影森潤、作曲・編曲：小森田実
  - 日本テレビ系『なべしま大サーカス』エンディングテーマ
  - アルバム『Ivy's』収録
16. つれづれなる君へ
  - 作詞：小林和子、作曲・編曲：小森田実
  - アルバム『Ivy's』収録
17. フォリナー（歌：小森田実&ALPHA）
  - 作詞・作曲：小森田実、編曲：村上啓介
18. Moonlight dance（歌：小森田実&ALPHA）
  - 作詞・作曲：小森田実、編曲：村上啓介